# Balassa Pál (jezsuita szerzetes)
Balassa Pál (balassagyarmati báró) (Zsitvagyarmat, 1644. március 29.[forrás?] – Nagyszombat, 1705. október 5.) jezsuita szerzetes, választott püspök.

## Élete
1660 körül lépett a rendbe; a bölcseletet és teológiát Grazban és Nagyszombatban tanulta, s az utóbbi helyen tanárkodott 1669–1676-ban; elhagyván a rendet, ekkor világi pap lett. 1677. április 28-án esztergomi kanonoknak nevezték ki; 1678-ban jókai pap lett, 1680 márciusában pedig gömöri főesperes. 1684. május 16-án szentgyörgymezei, később aradi prépost lett, majd Szent Györgyről nevezett prépost és érsekhelyettes lett Nagyszombatban. 1689-ben kinevezték sasvári főesperesnek, 1690. június 30-án rosoni választott püspök és érseki helynök lett.

## Művei
- Carmina quaedam emblemata baccalaureis philosophiae oblata. Tyrnaviae, 1669
- Meditatae manubiae in applausum dd. neomagistrorum oblatae. Uo. 1676 (névtelenül)
- Genealogia familiae Balassainae stylo lapidari. Uo. 1700
- Succus prudentiae, opera Gabrielis Hevenesi e Senecac Cordobensis philosophi operibus omnibus collectus. Uo. 1701 (előszót és ajánlást irt hozzá)